# Acaena emittens
Acaena emittens é uma espécie de rosácea do gênero Acaena, pertencente à família Rosaceae.